# Great Portland Street
Great Portland Street è una stazione della metropolitana di Londra, servita dalle linee Circle, Hammersmith & City e Metropolitan.
La stazione faceva parte della prima ferrovia sotterranea al mondo, la Metropolitan Railway, che aprì tra "Bishop's Road" (oggi Paddington) sulla Hammersmith & City Line e "Farringdon Street" (vicina all'attuale stazione di Farringdon). Fu aperta il 10 gennaio 1863 con il nome di "Portland Road", e prese il nome attuale il 1º marzo 1917.
Tra i luoghi di interesse vicini si segnalano Regent's Park e la BT Tower. La stazione è sul lato opposto della strada rispetto all'edificio principale dell'International Student House, una residenza e ostello per studenti ed è anche vicina a Harley Street, famosa per medici e chirurghi.
La stazione è situata a breve distanza dalle stazioni di Regent's Park e Warren Street.

## Galleria d'immagini

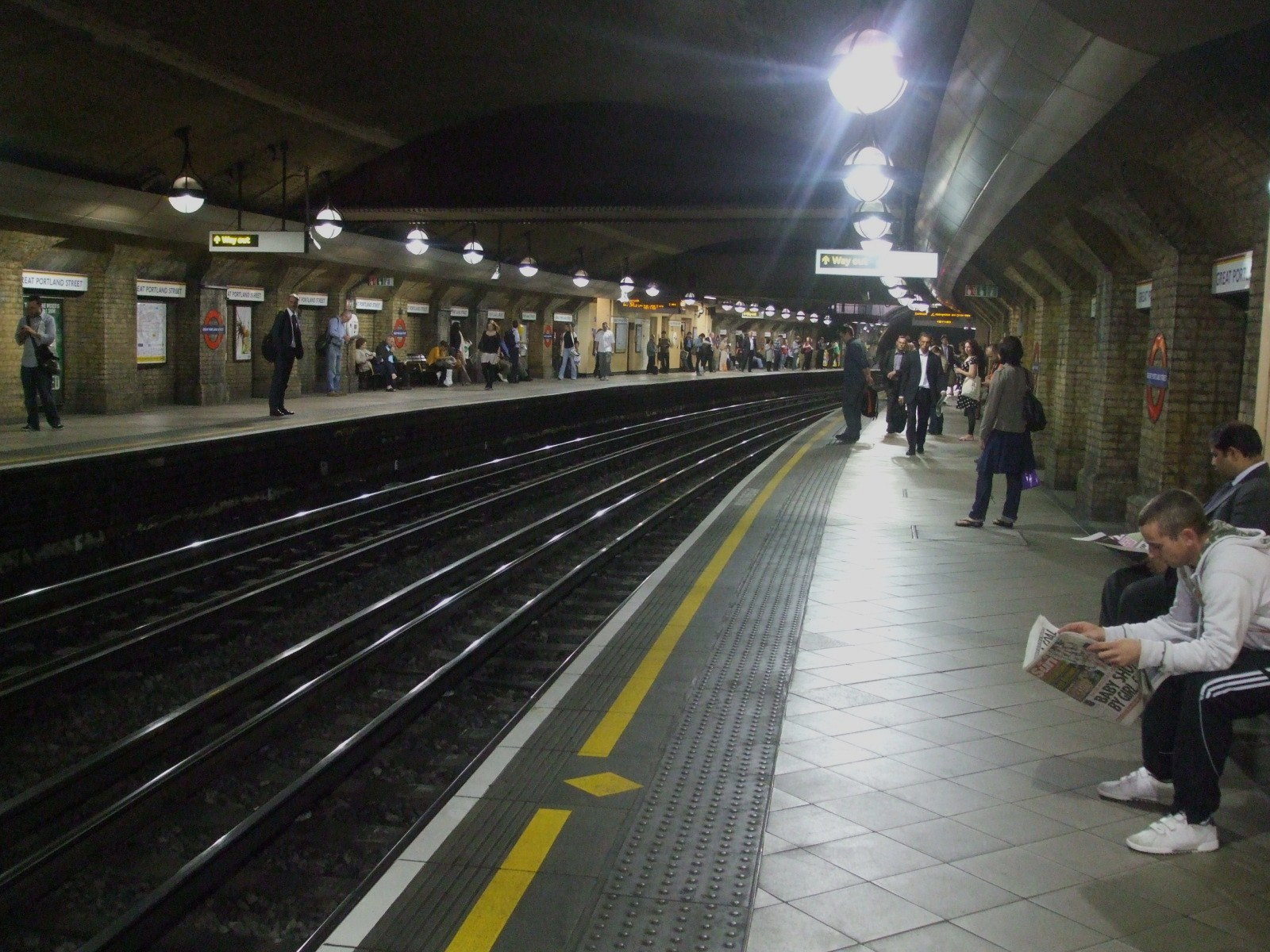
Binari guardando verso ovest
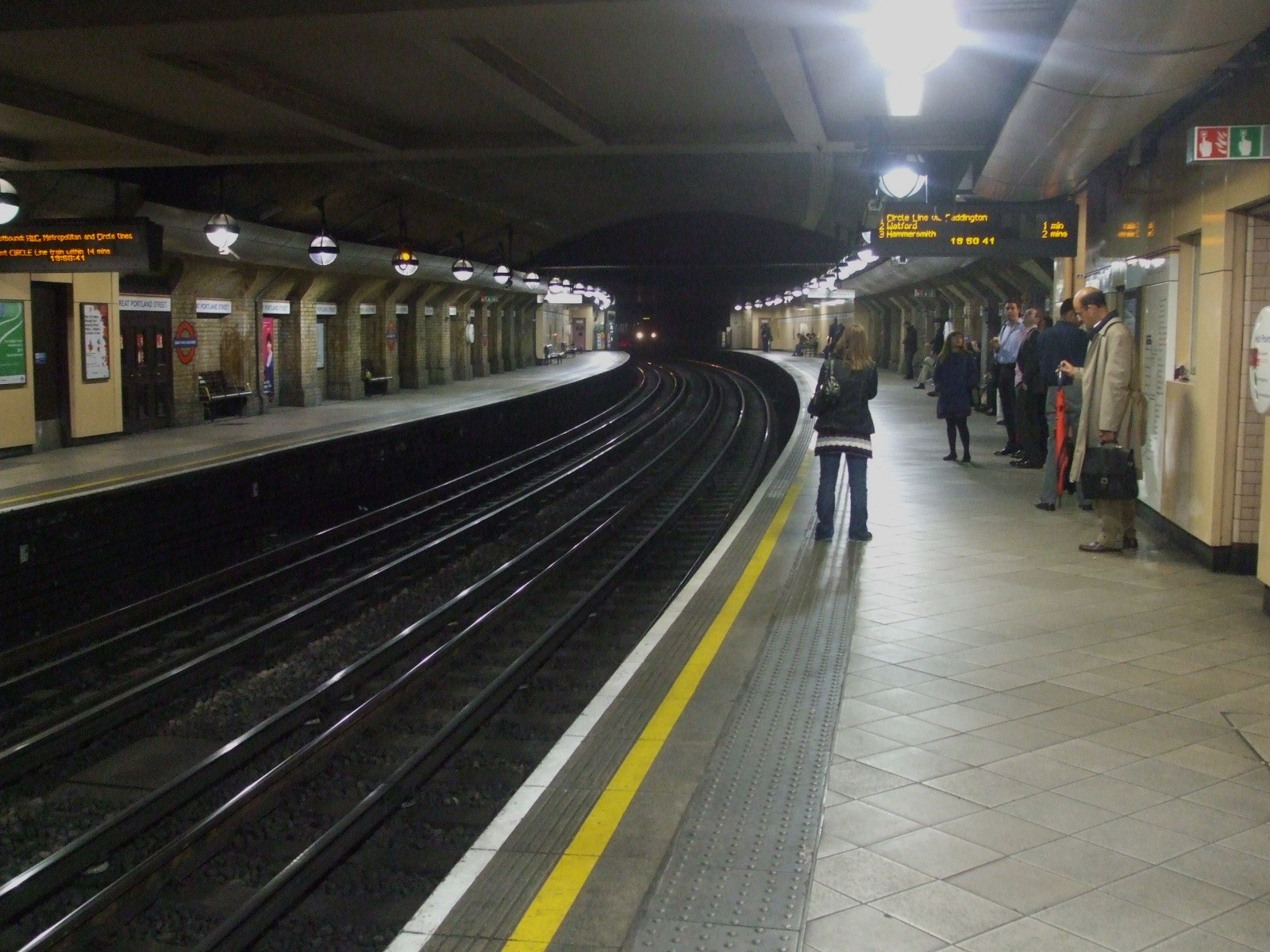
Binari guardando verso est
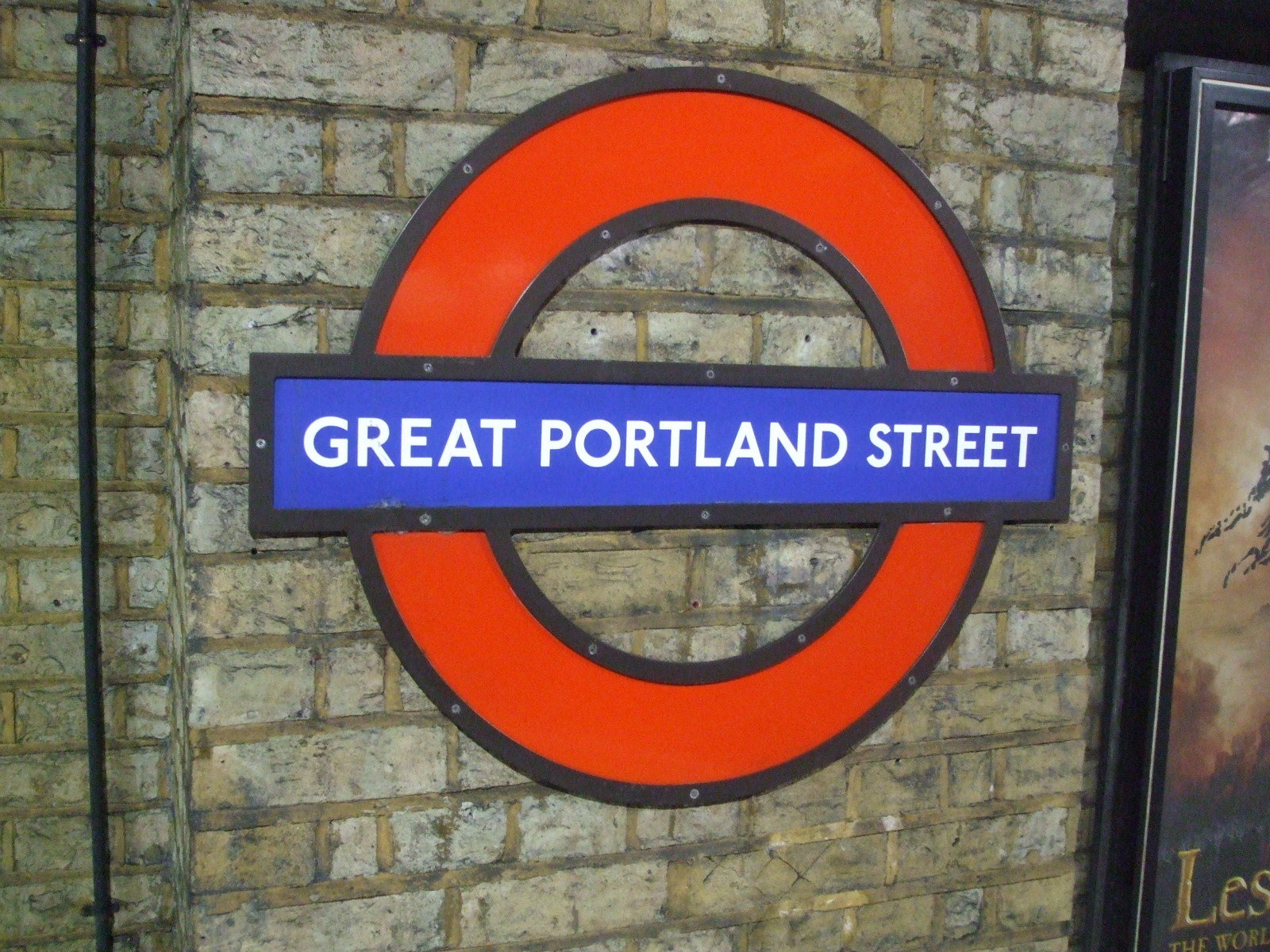
Stemma sui binari